# Sumiyoshi-kai
El Sumiyoshi-kai (住吉会?) (住吉会), llamándose también Federación Sumiyoshi a veces referido a como el Sumiyoshi-rengo (住吉連合 Sumiyoshi-rengō?, "Sumiyoshi Union") (住吉連合 Sumiyoshi-rengō?, "Sumiyoshi Union"), es el segundo grupo yakuza más grande en Japón con un estimado de 20,000 miembros.

## Perfil
Sus territorios principalmente constan de exclusivos distritos como Kabukichō y Ginza. Las tiendas que operan en estos territorios son a menudo parte de una tasa de protección en el que  tienen que pagar un coste llamado mikajime-ryou (みかじめ料?)(みかじめ料). El Sumiyoshi-kai es una confederación de pandillas más pequeñas. Su actual sosai, o presidente, es Shigeo Nishiguchi. Estructuralmente, el Sumiyoshi-kai difiere de su rival principal, el Yamaguchi-gumi.  El Sumiyoshi-kai, como federación, tiene una cadena más suelta de orden y a pesar de que Nishiguchi es todavía el Padrino supremo,  comparte algunos poderes con varios otros hombres y mujeres.
El grupo tiene una historia compleja, con numerosos cambios de nombre en el camino. Fue fundado en 1958 como Minato-kai (港会) por Shigesaku Abe quien fue el 3.er sōchō (総長?  "Líder Supremo") del Sumiyoshi-ikka. Yoshimitsu Sekigami, que es el cuarto socho de Sumiyoshi-ikka, lo renombró como Sumiyoshi-kai. Recibió el control del poder y se disolvió en 1965.
En 1969, el grupo estuvo reconstruido como unión, el Sumiyoshi-rengo por Masao Hori quién era 5.º socho de Sumiyoshi-ikka. Trato de convertirlo en Sumiyoshi-rengokai (住吉連合会) de la organización que unió él en 1982, y Hori  asumió el presidente (kaicho). Director de jefe Ryoji Kawaguchi asumió el kaicho, y Hori estuvo promovido a sosai, o presidente en 1988. Kawaguchi murió de una enfermedad en mayo de 1990, y Hori murió de enfermedad en octubre del mismo año.
Shigeo Nishiguchi, nacido en 1929, asumió el 6.º socho de Sumiyoshi-ikka y kaicho de este grupo en febrero de 1991. En aquel tiempo, fue rebautizado de nuevo el Sumiyoshi-kai. Director jefe Hareaki Fukuda, nacido en 1943, asumió el kaicho, y Nishiguchi fue promovido a sosai en junio de 1998. Fukuda asumió el 7.º socho del Sumiyoshi-ikka el 17 de abril de 2005.
Sumiyoshi Es un distrito en la ciudad de Osaka.
El 19 de abril de 2003, Takao Nishida, jefe de Nishida-gumi afiliado, fue baleado en Ōizumi, Prefectura de Gunma. La policía declaró que estaban investigando posibles vínculos entre el asesinato y una serie de tiroteos entre Sumiyoshi-kai y Yamaguchi-gumi en la vecina Prefectura de Tochigi.
En la mañana de lunes, 5 de enero de 2007, el jefe Ryoichi Sugiura fue asesinado a tiros en su coche en Tokio. En cuestión de horas, las oficinas de Yamaguchi-gumi fueron atacadas en represalia. Al mes siguiente, Kazuyoshi Kudo, de 70 años, jefe de Kokusui-kai, fue descubierto en su casa en Tokio, dijo la policía. Un arma fue encontrada a su lado, sospechando que fue un suicidio, elevando las tensiones entre el Sumiyoshi-kai y el Yamaguchi-gumi. En abril de 2020, un informe de la Agencia Nacional de Policía muestra que el total de miembros de las bandas del crimen organizado se redujo a mínimos históricos, teniendo apenas 2,800 miembros y 1,700 miembros asociados, según autoridades.

## Liderazgo
- sōsai: Shigeo Nishiguchi (西口 茂男)
- kaichō: Hareaki Fukuda (福田 晴瞭)